# Anthurium moronense
Anthurium moronense är en kallaväxtart som beskrevs av Thomas Bernard Croat och Carlsen. Anthurium moronense ingår i släktet Anthurium och familjen kallaväxter. Inga underarter finns listade.